# Актас (Аягозький район)
Акта́с (каз. Ақтас) — село у складі Аягозького району Абайської області Казахстану. Входить до складу Минбулацького сільського округу.
Населення — 40 осіб (2021; 89 у 2009, 165 у 1999, 257 у 1989).
Національний склад станом на 1989 рік:
- казахи — 100 %

У радянські часи село називалось також Ферма 2-га совхоза Минбулак.